# Berlinische Galerie
De Berlinische Galerie is een museum voor moderne kunst, fotografie en architectuur in de Alte Jakobstraße in de wijk Kreuzberg van de Duitse hoofdstad Berlijn.

## Het museum

### Geschiedenis
De Berlinische Galerie, het Landesmuseum für Moderne Kunst, Fotografie und Architektur, werd in 1975 opgericht als een vereniging met als doelstelling een podium te realiseren voor de in de stadstaat Berlijn gecreëerde kunst. Vanaf het begin tot 1978 werden tentoonstellingen vanuit een kantoor in Berlin-Charlottenburg georganiseerd in de Akademie der Künste of de Neue Nationalgalerie. Van 1978 tot 1986 was het museum gevestigd in het Museum für Fotografie (Berlijn), daarna in de Martin-Gropius-Bau. In 1994 werd de vereniging omgezet in de Förderverein Berlinische Galerie e.V.. Van 1998, toen de Martin-Gropius-Bau wegens renovatiewerkzaamheden gesloten moest worden, tot 2004 had de Berliner Galerie wederom geen vaste standplaats.

### Nieuwbouw
In oktober 2004 werd het museum heropend in een compleet verbouwde bedrijfshal met kantoor uit 1965. Het ontwerp was van de Duitse architect Jörg Fricke. De integratie van gebouw, entreepartij en het voorterrein, het museum ligt niet direct aan de Alte Jakobstraße, werd uitgevoerd naar een ontwerp van de in Berlijn woonachtige kunstenaar Fritz Balthaus. In het Berlijnse museumaanbod wordt de Berliner Galerie gepositioneerd tussen de internationaal georiënteerde Nationalgalerie en het Stadtmuseum Berlin (Landesmuseum für Kultur und Geschichte Berlins) en presenteert Berlijnse kunst vanaf 1870 tot heden. Het museum beschikt over expositieruimten voor permanente- en wisseltentoonstellingen.

## De collectie
De afdeling beeldende kunst toont werken van kunstenaars van:
- Berliner Sezession, zoals Max Liebermann, Lovis Corinth en Lesser Ury
- Oost-Europese Avant-garde, zoals Naum Gabo en El Lissitzky
- Nieuwe zakelijkheid, zoals Otto Dix, George Grosz, Christian Schad en Hannah Höch
- Abstract expressionisme, zoals Emilio Vedova
- Moderne kunst, zoals de Nieuwe figuratie (Georg Baselitz en Wolf Vostell) en de Neue Wilde of Junge Wilde (Rainer Fetting)
- Hedendaagse kunst

Voorts de collecties:
- grafische werken (15.000 werken),
- fotografie
- architectuur-maquettes

### Fotogalerij

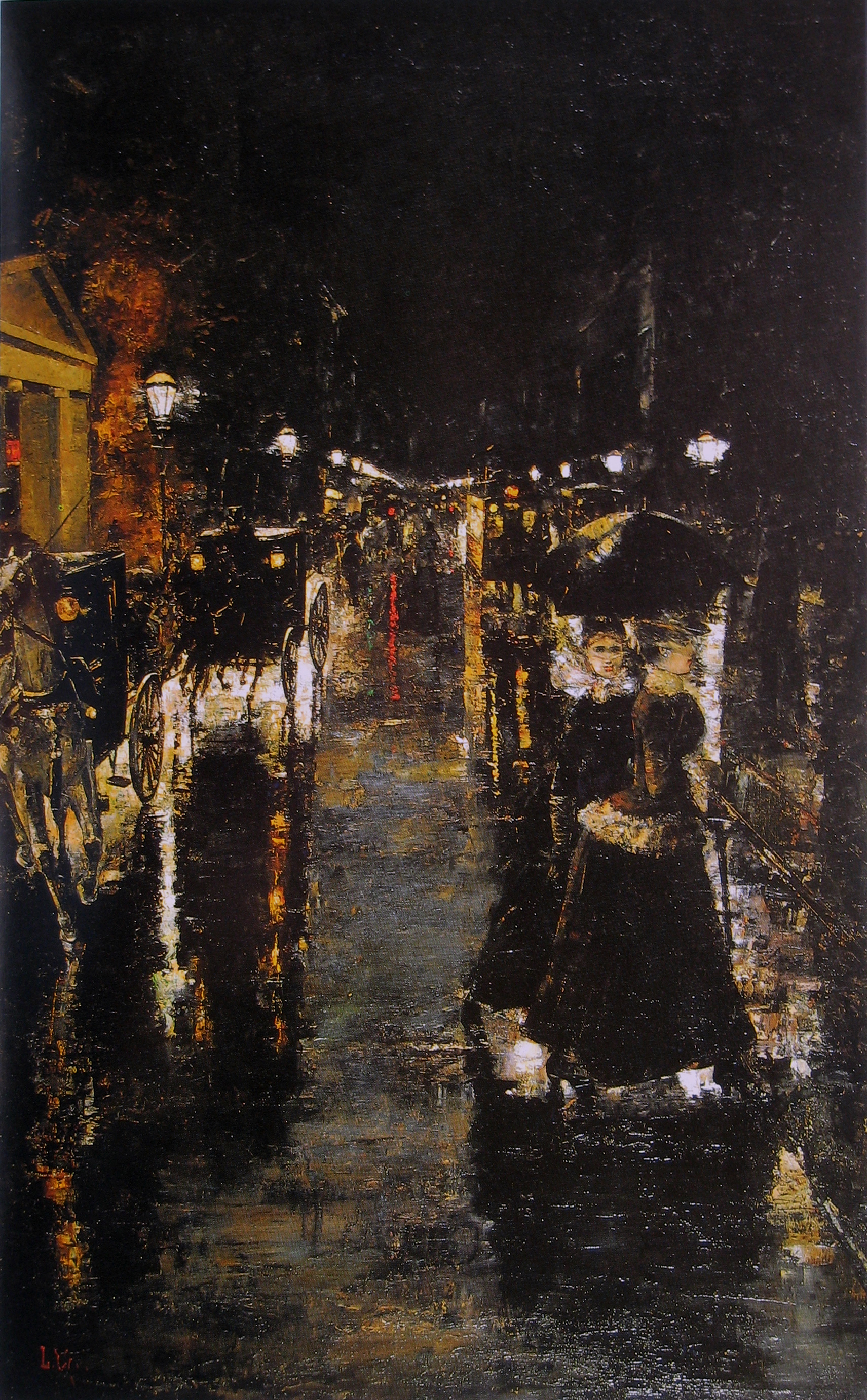
Leipziger Straße (1889) van Lesser Ury
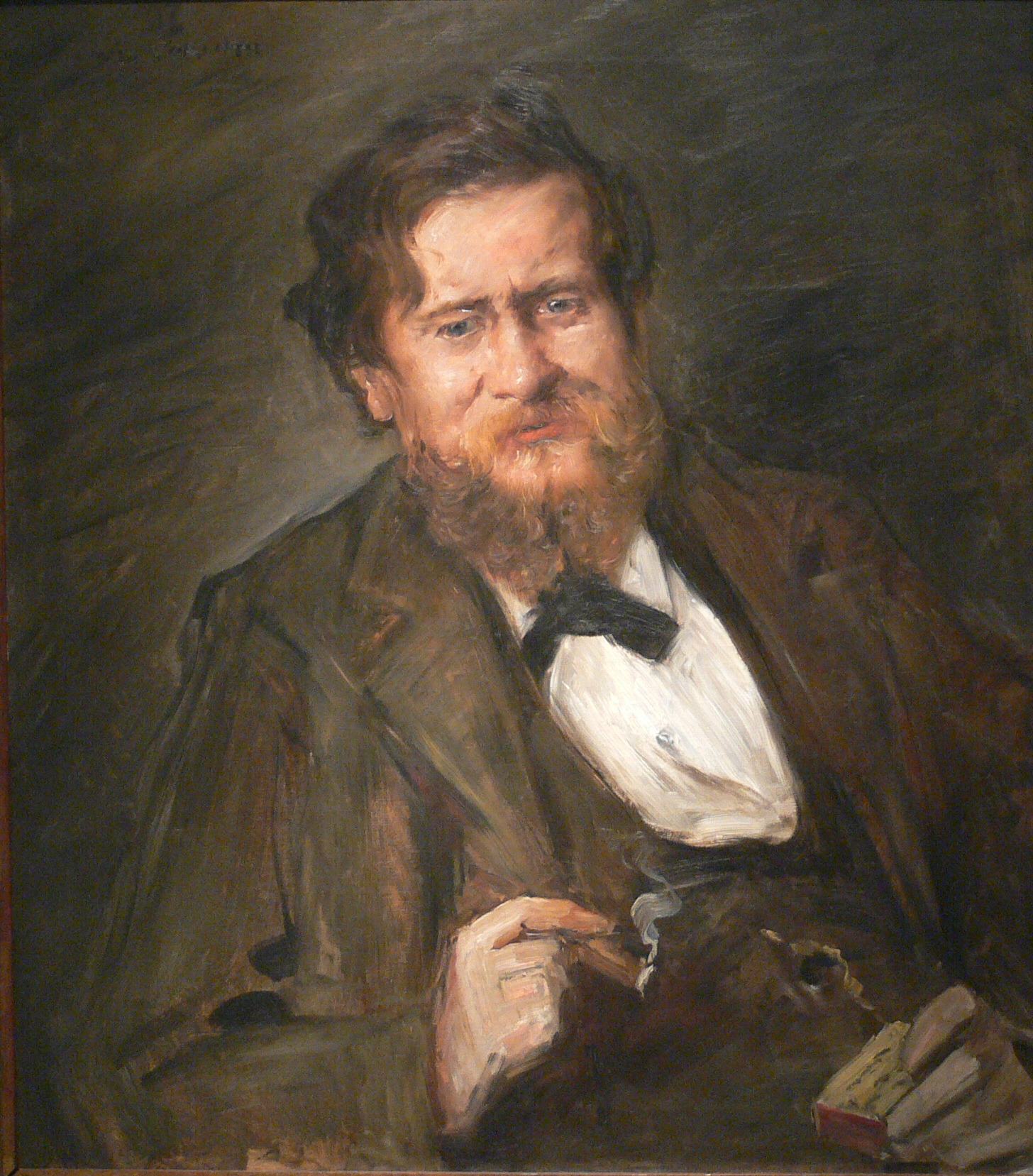
Porträt des Malers Fritz Rumpf (1901) van Lovis Corinth
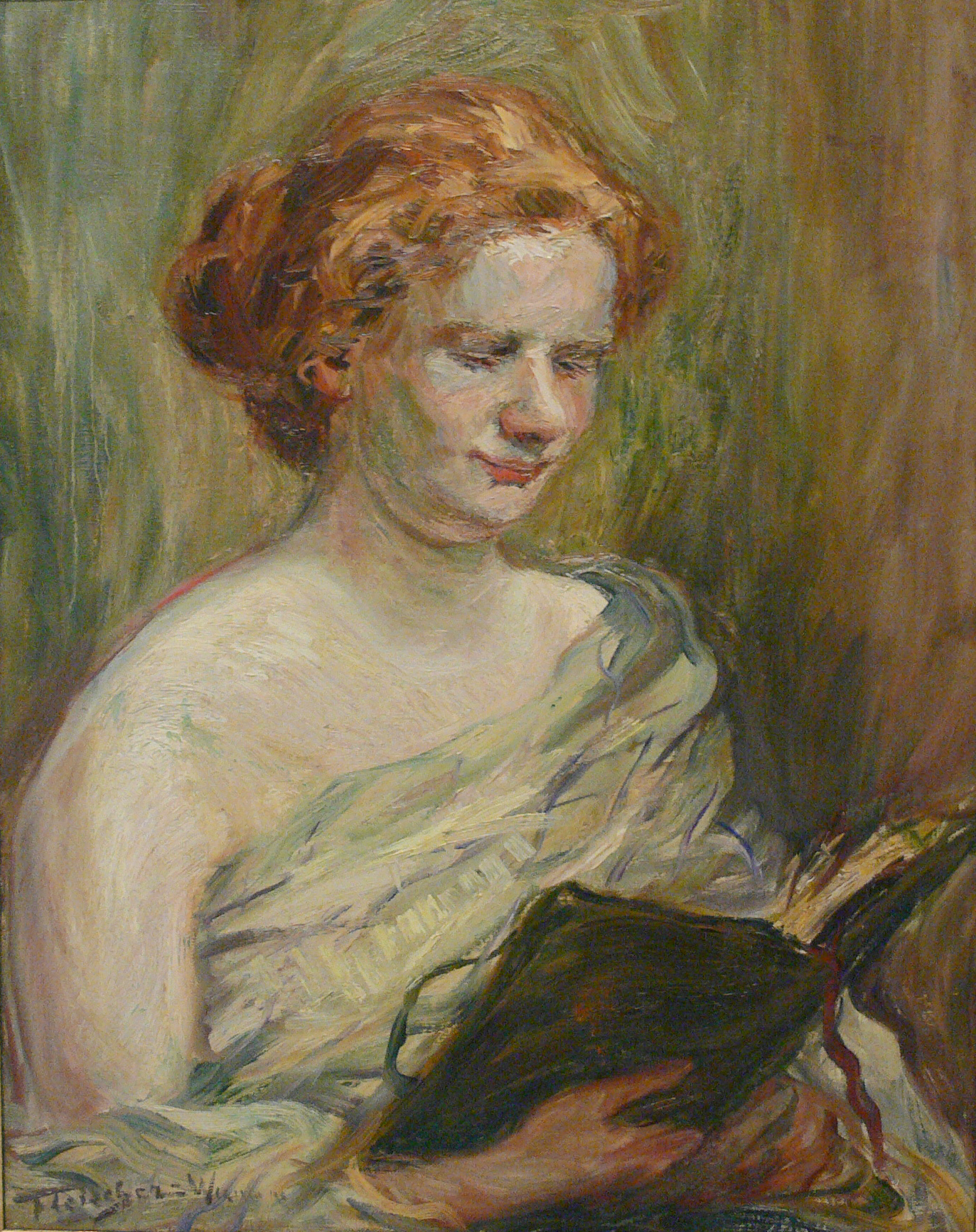
Weiblicher Studienkopf (ongedateerd) van Max Fleischer
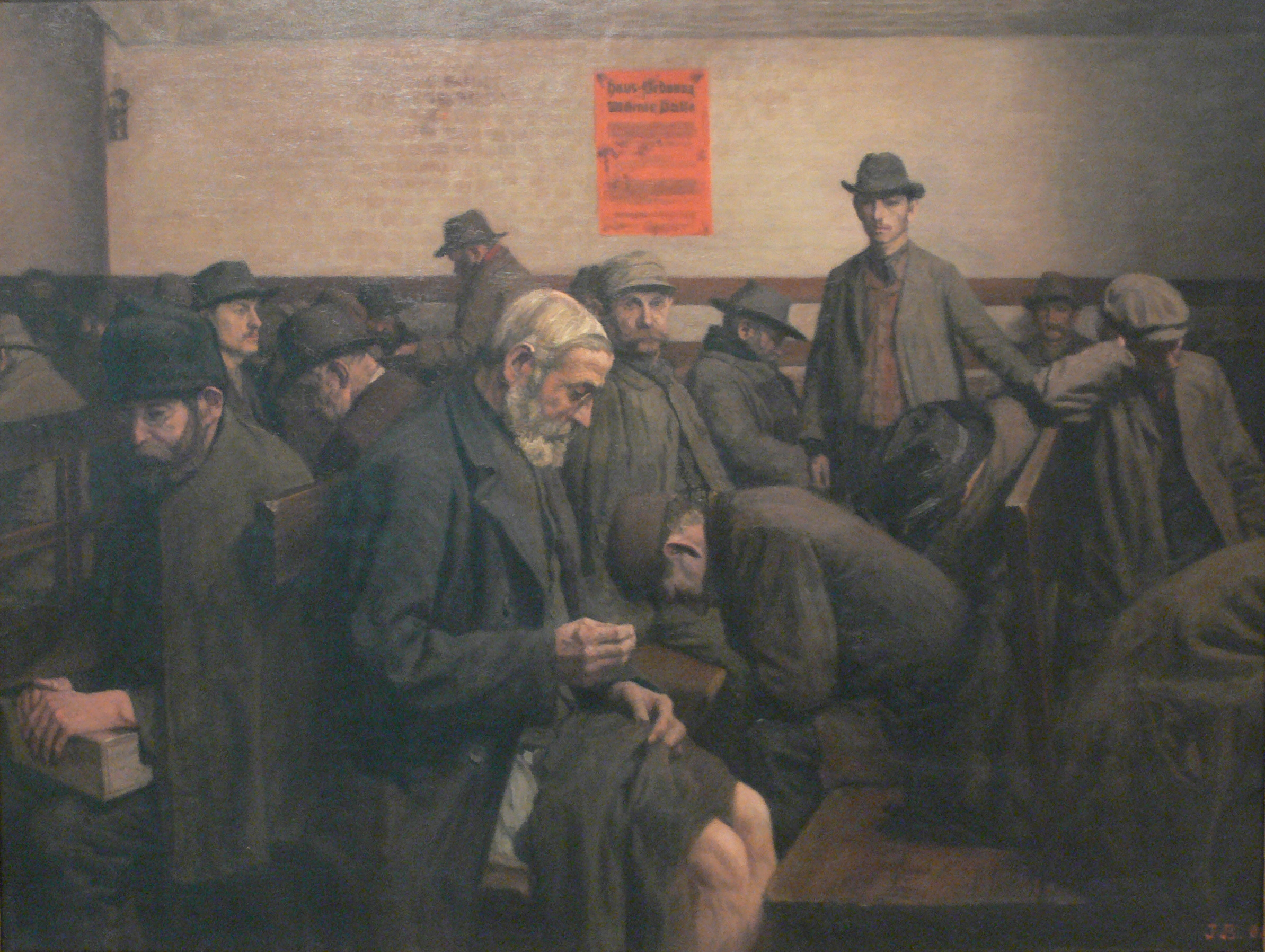
Wärmehalle in Berlin (1908) van Jens Birkholm
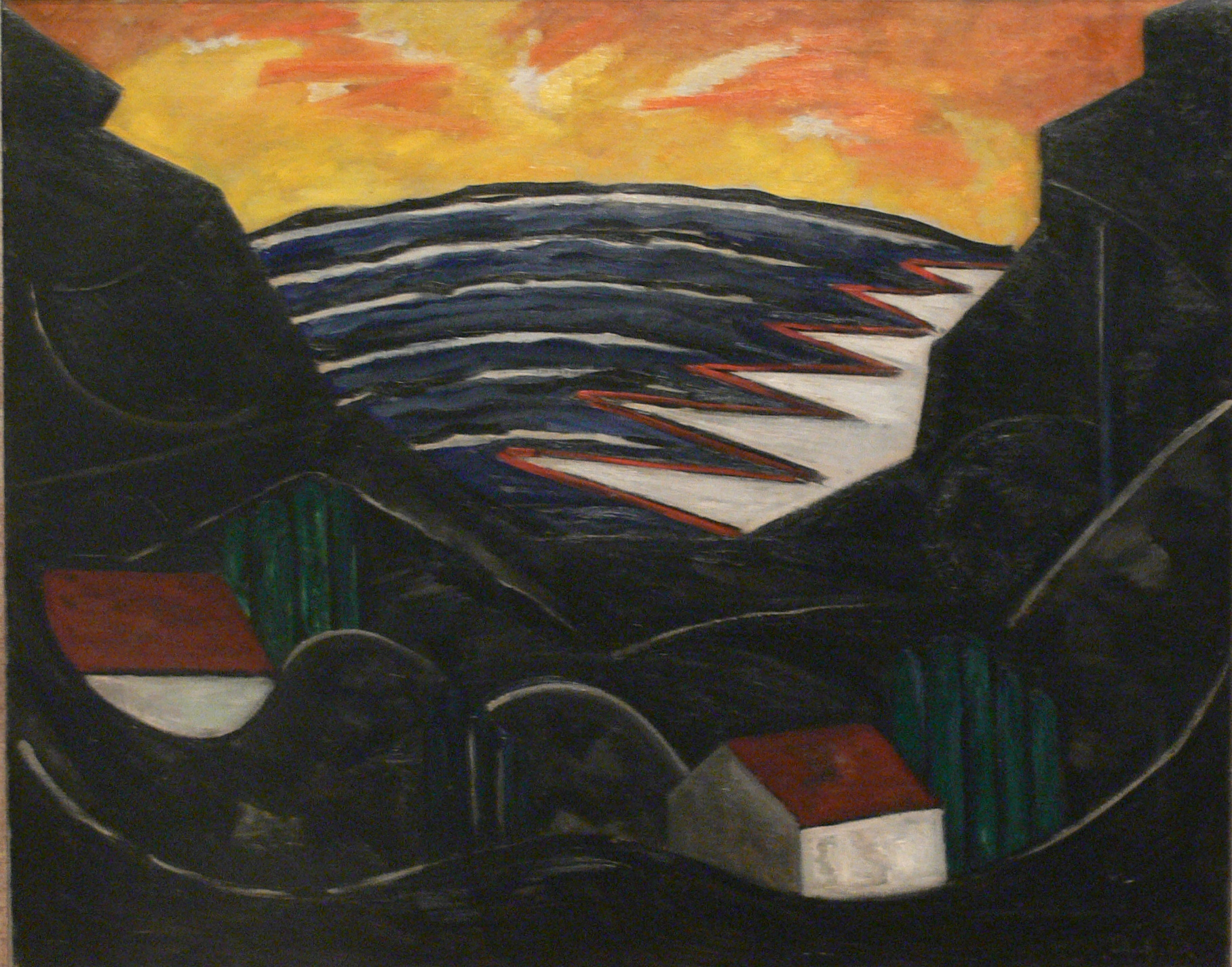
Landschaft Bild I (1914) van Jacoba van Heemskerck

## Kunst in de openbare ruimte
In de museumomgeving, waar zich ook het Jüdisches Museum Berlin bevindt, zijn kunstobjekten geplaatst om het museum met de woonomgeving te verbinden:
1. Pomona Zipser : ohne Titel (1999/2000)
2. Rolf Szymanski : Black Sun Press (1969-1973)
3. Rolf Szymanski : Wasserträgerin (1981)
4. Micha Ullman : Niemand (1990)
5. Silvia Breitwieser : Botschaften (32 objekten) (1996/7)
6. Fritz Balthaus : Marked Space - Unmarked Space (2003/4)
7. Kühn Malvezzi : Buchstabenfeld en Vorplatzgestaltung (2003/4)
8. Rolf Szymanski : Flucht aus der Zeit (1992-2004)
9. Matschinsky-Denninghoff : Dreiheit (1993)
10. Gunter Demnig : stolpersteine sinds 1996
11. Micha Ullman e.a. : Bänke aus Beton (1997)
12. Albrecht Kling : Die Gebrüder Jakob (2004)

### Fotogalerij

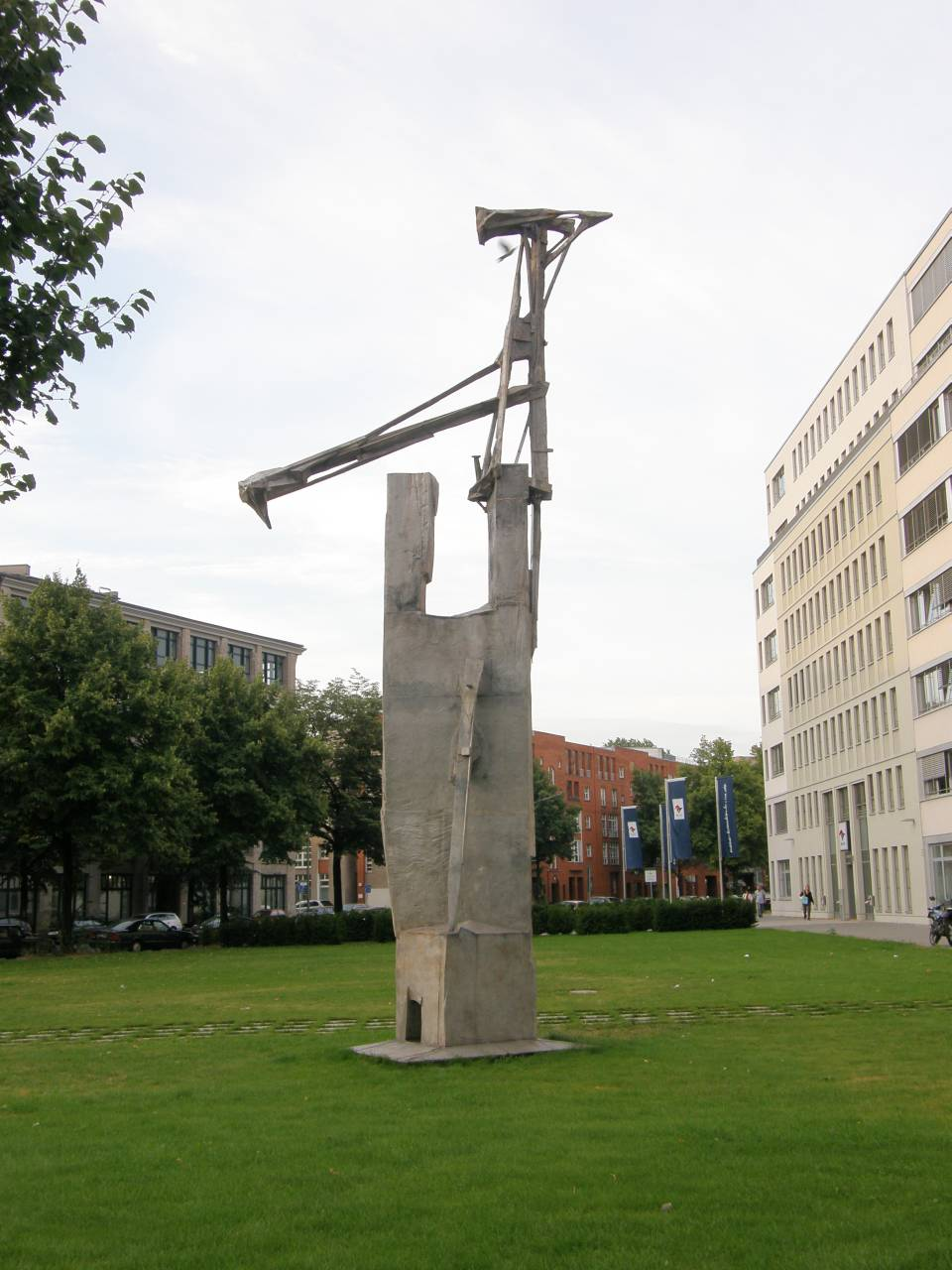
ohne Titel (1999/2000) van Pomona Zipser
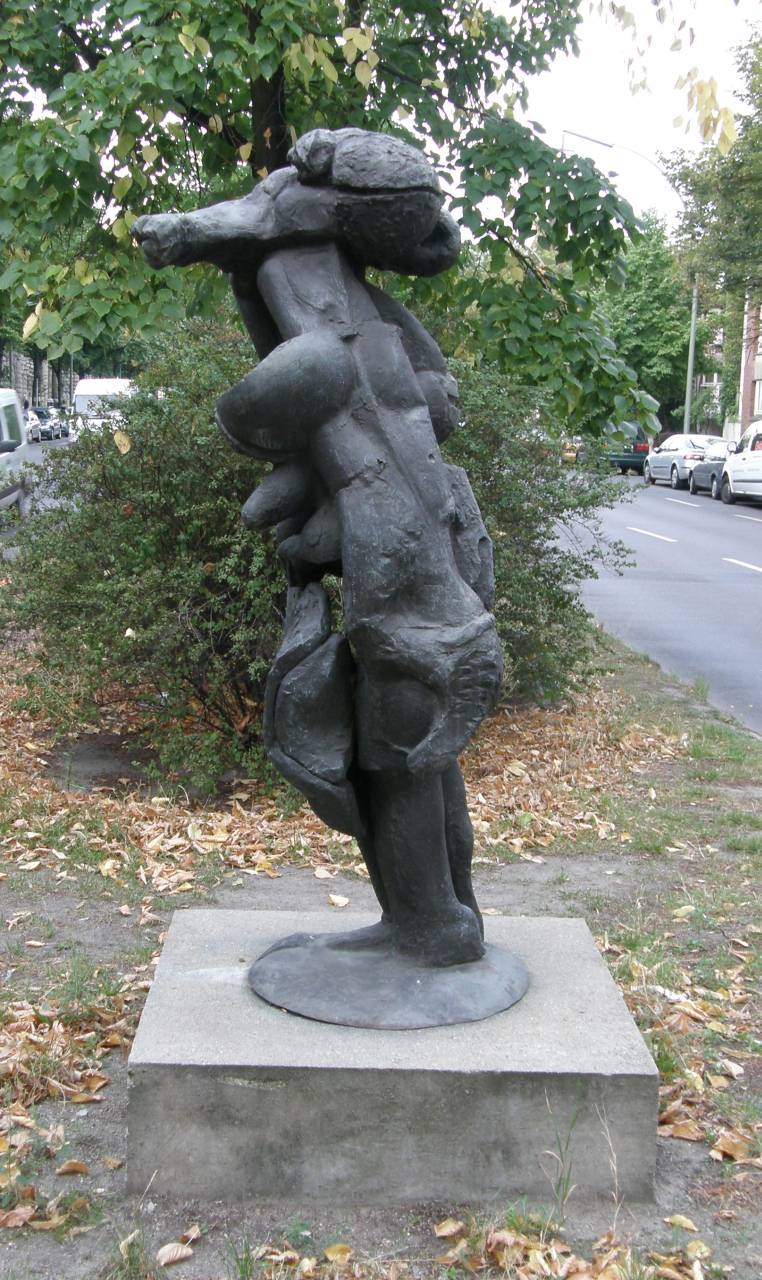
Black Sun Press (1969-1973) van Rolf Szymanski
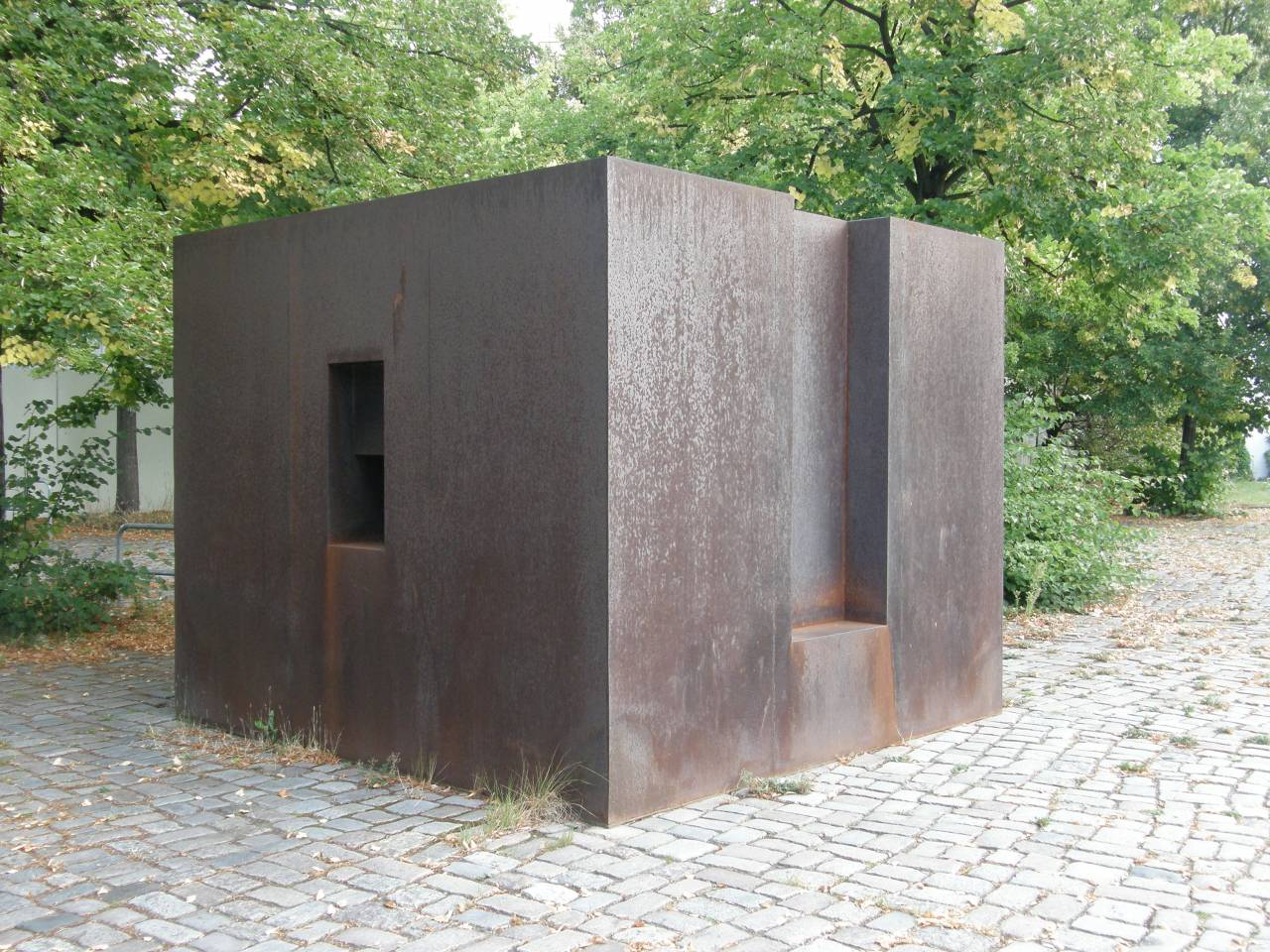
Niemand (1990) van Micha Ullman
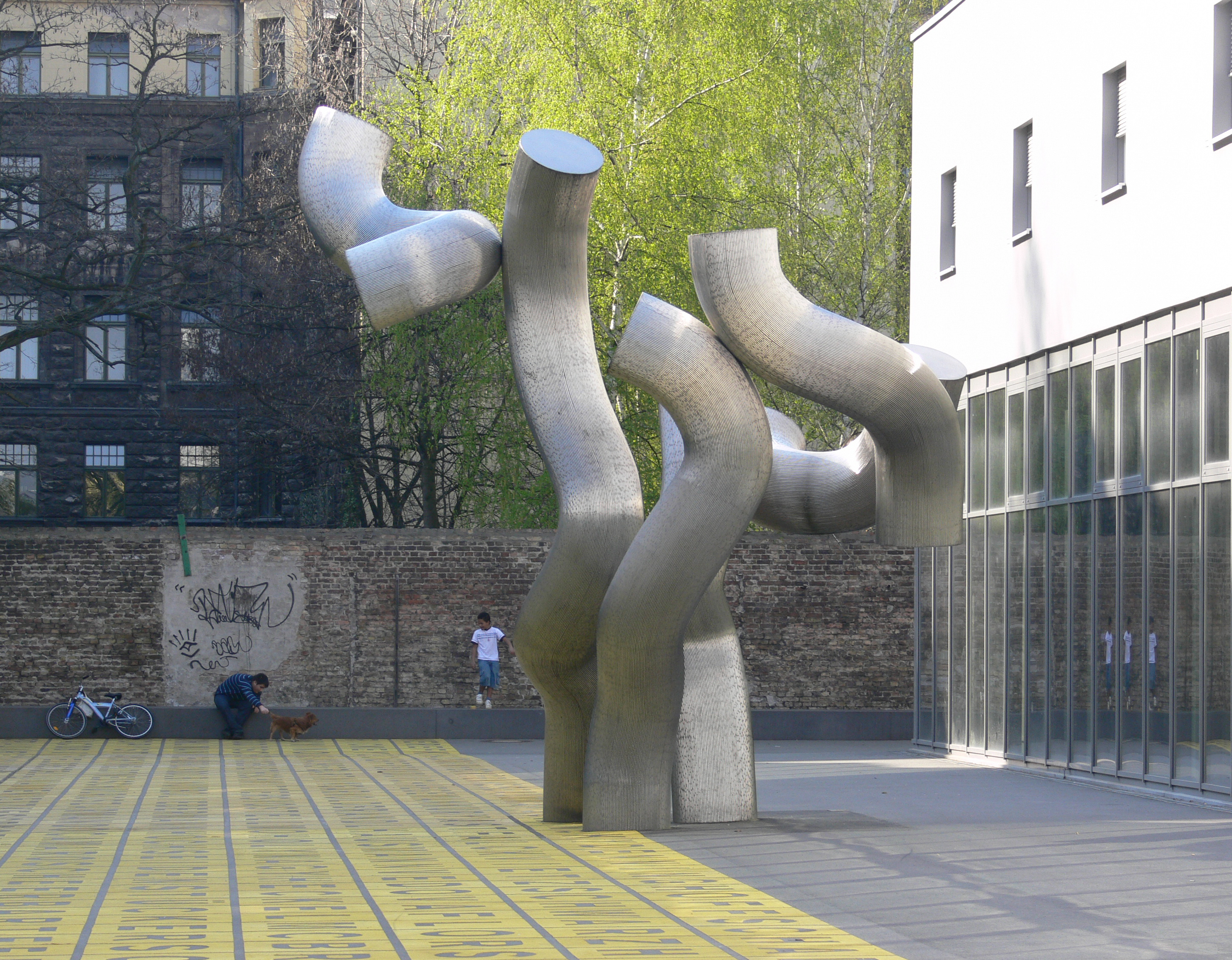
Dreiheit (1993) van Matschinsky-Denninghof
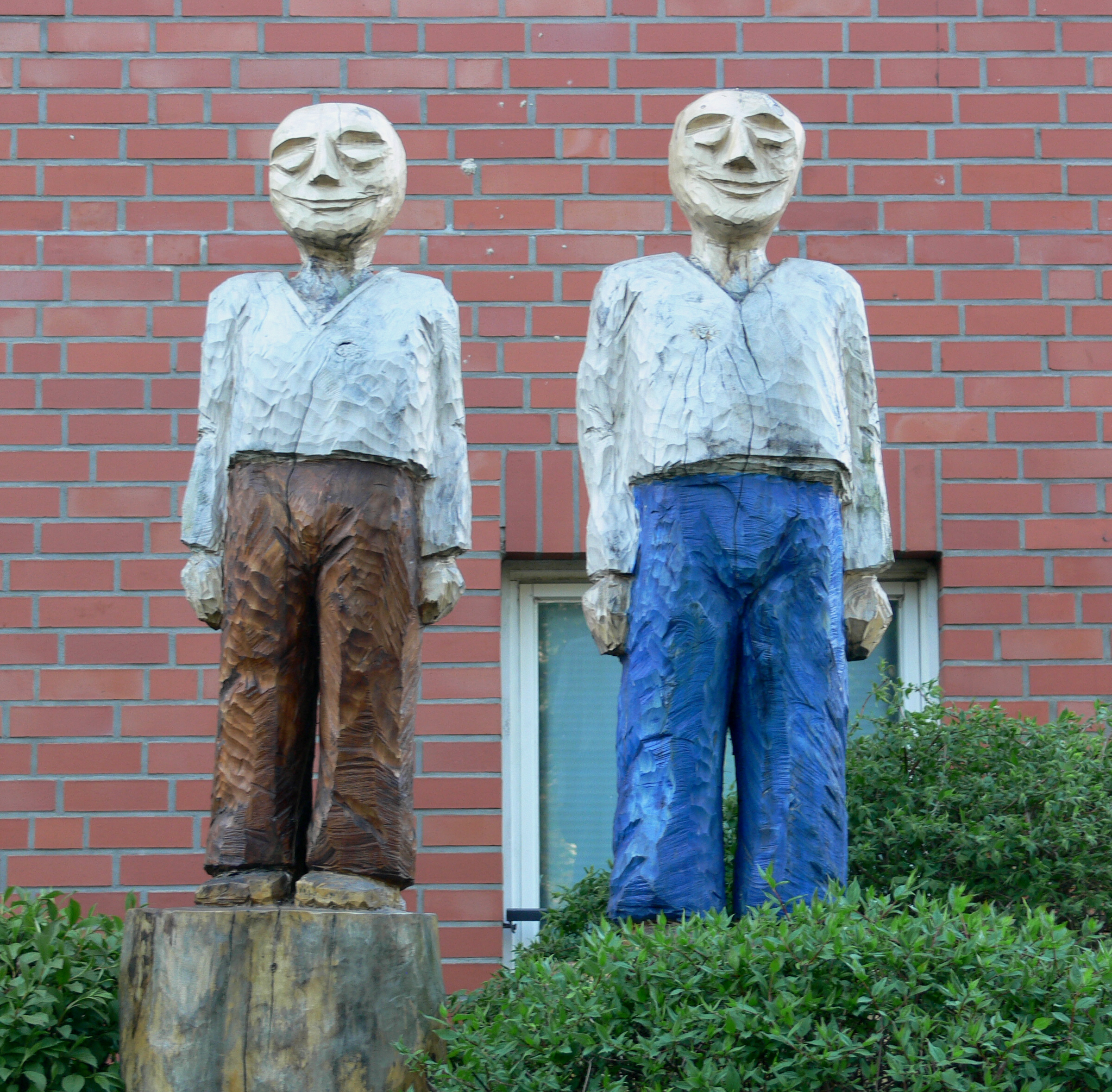
Die Gebrüder Jakob (2004) van Albrecht Kling